# Villaverde (Azáceta)
Villaverde es un despoblado que actualmente forma parte del concejo de Azáceta, que está situado en el municipio de Arraya-Maestu, en la provincia de Álava, País Vasco (España).

## Historia
Se desconoce cuándo se despobló.
Actualmente sus tierras son conocidas con el topónimo de Villaverde.